# بيرت ماكان
بيرت ماكان (بالإنجليزية: Bert McCann)‏ (15 أكتوبر 1932 في المملكة المتحدة - 12 سبتمبر 2017) هو لاعب كرة قدم بريطاني في مركز نصف الجناح. شارك مع منتخب اسكتلندا لكرة القدم. أما مع النوادي، فقد لعب مع دندي يونايتد ونادي ماذرويل وهاميلتون أكاديميكال ورابطة كرة القدم الاسكتلندية الحادية عشر ‏ ونادي كوينز بارك.

## وصلات خارجية
- بيرت ماكان على موقع ناشيونال فوتبول تيمز (الإنجليزية)